# Firenze Open 2022
Il Firenze Open 2022, noto come UniCredit Firenze Open per ragioni di sponsorizzazione, è stato un torneo di tennis maschile facente parte del circuito ATP Tour 250. Si è disputato sui campi in cemento del Palazzo Wanny a Firenze in Italia, dal 10 al 16 ottobre 2022.
Il torneo è stato assegnato dall'ATP con una licenza valida per un solo anno per sopperire alle cancellazioni di alcuni tornei del circuito maggiore dovute alla pandemia di COVID-19.

## Partecipanti al singolare

### Teste di serie
| Nazionale   | Giocatore             | Ranking* | Testa di serie |
| ----------- | --------------------- | -------- | -------------- |
| Canada      | Félix Auger-Aliassime | 13       | 1              |
| Italia      | Matteo Berrettini     | 16       | 2              |
| Italia      | Lorenzo Musetti       | 27       | 3              |
| Stati Uniti | Maxime Cressy         | 32       | 4              |
|             | Aslan Karacev         | 39       | 5              |
| Stati Uniti | Jenson Brooksby       | 42       | 6              |
| Kazakistan  | Aleksandr Bublik      | 43       | 7              |
| Stati Uniti | Brandon Nakashima     | 47       | 8              |

* Ranking al 3 ottobre 2022.

### Altri partecipanti
I seguenti giocatori hanno ricevuto una wildcard per il tabellone principale:
- Francesco Maestrelli
- Francesco Passaro
- Giulio Zeppieri

I seguenti giocatori sono passati dalle qualificazioni:

- Altuğ Çelikbilek
- Mikael Ymer
- Tim van Rijthoven
- Flavio Cobolli

Il seguente giocatore è entrato in tabellone come lucky loser:
- Zhang Zhizhen

### Ritiri
Prima del Torneo
- Nikoloz Basilašvili → sostituito da  Brandon Nakashima
- Filip Krajinović → sostituito da  Richard Gasquet
- Jiří Lehečka → sostituito da  Márton Fucsovics
- Gaël Monfils → sostituito da  Roberto Carballés Baena
- Yoshihito Nishioka → sostituito da  Corentin Moutet
- Holger Rune → sostituito da  Bernabé Zapata Miralles
- Emil Ruusuvuori → sostituito da  Daniel Elahi Galán
- Jannik Sinner → sostituito da  J. J. Wolf
- David Goffin → sostituito da  Zhang Zhizhen

## Partecipanti al doppio

### Teste di serie
| Nazionale   | Giocatore      | Nazionale   | Giocatore       | Ranking* | Testa di serie |
| ----------- | -------------- | ----------- | --------------- | -------- | -------------- |
| Paesi Bassi | Wesley Koolhof | Regno Unito | Neal Skupski    | 7        | 1              |
| Croazia     | Nikola Mektić  | Croazia     | Mate Pavić      | 19       | 2              |
| Croazia     | Ivan Dodig     | Stati Uniti | Austin Krajicek | 49       | 3              |
| Australia   | Matthew Ebden  | Australia   | John Peers      | 50       | 4              |

* Ranking al 3 ottobre 2022.

### Wildcard
I seguenti giocatori hanno ricevuto una wild card per il tabellone principale:
- Jacopo Berrettini /  Matteo Berrettini
- Flavio Cobolli /  Giulio Zeppieri

### Ritiri
Prima del Torneo
- Marcelo Arévalo /  Jean-Julien Rojer → sostituiti da  Alexander Erler /  Lucas Miedler
- Ariel Behar /  Andrej Golubev → sostituiti da  Andrej Golubev /  Ben McLachlan
- Juan Sebastián Cabal /  Robert Farah → sostituiti da  Sadio Doumbia /  Fabien Reboul
- Nikola Ćaćić /  Filip Krajinović → sostituiti da  Maxime Cressy /  John-Patrick Smith
- Lloyd Glasspool /  Harri Heliövaara → sostituiti da  Nicolás Barrientos /  Miguel Ángel Reyes Varela
- Kevin Krawietz /  Andreas Mies → sostituiti da  Roberto Carballés Baena /  Daniel Elahi Galán

## Punti
| Evento    | V   | F   | SF | QF | 2T | 1T   | Q    | Q2   | Q1   |
| Singolare | 250 | 150 | 90 | 45 | 20 | 0    | 12   | 6    | 0    |
| Doppio    | 250 | 150 | 90 | 45 | 0  | N.D. | N.D. | N.D. | N.D. |

## Montepremi
| Evento    | V       | F       | SF      | QF      | 2T      | 1T     | Q2     | Q1     |
| Singolare | €93,090 | €54,300 | €31,925 | €18,495 | €10,740 | €6,565 | €3,280 | €1,790 |
| Doppio*   | €32,340 | €17,300 | €10,150 | €5,670  | €3,340  | N.D.   | N.D.   | N.D.   |

* per team

## Campioni

### Singolare
Félix Auger-Aliassime ha sconfitto in finale  Jeffrey John Wolf con il punteggio di 6-4, 6-4.
• È il secondo titolo in carriera per Auger-Aliassime, il secondo della stagione.

### Doppio
Nicolas Mahut /  Édouard Roger-Vasselin hanno sconfitto in finale  Ivan Dodig /  Austin Krajicek con il punteggio di 7–6(4), 6-3.